# Артур Голден
Артур Голден (англ. Arthur Holden; нар. 28 січня 1959, Монреаль, Квебек, Канада) — канадський актор та сценарист.

## Життєпис
Артур Голден народився 28 серпня 1959 року в Монреалі (Квебек, Канада). Його батько, Річард Голден — був канадським правником та політиком. Його мати, Елен Папакрістідіс Голден, монреальська письменниця та кавалерка Ордена Канади.
За свою акторську кар'єру виконав ролі у понад 120 різних фільмах та серіалах, таких як: «Авіатор», «Мій найстрашніший кошмар», «Поганий Санта 2», «Біла мла», «Люди Ікс: Дні минулого майбутнього», «Квантико», «Білосніжка: Помста гномів» та инші. Він також активно займається озвучуванням мультфільмів («Сахара», «H2O: Mermaid Adventures» та инші), документальних серіалів («Розслідування авіакатастроф») та відеоігор («Assassin's Creed II», «Assassin's Creed: Revelations», «Assassin's Creed III: Liberation», «Deus Ex: Mankind Divided», «Tom Clancy's Ghost Recon Breakpoint», «For Honor», «Far Cry Instincts» та инші).

## Особисте життя
Артур Голден одружений з письменницею та перекладачкою Клер Голден Ротман.